# Jacek Chwedoruk
Jacek Chwedoruk (ur. 4 grudnia 1962 w Warszawie) – polski bankier inwestycyjny, ekspert rynku fuzji i przejęć oraz rynku kapitałowego; dyrektor zarządzający i partner w Rothschild & Co.

## Życiorys

### Początki kariery
Absolwent VI Liceum im. Tadeusza Reytana w Warszawie (1981). Ukończył studia na Wydziale Handlu Zagranicznego Szkoły Głównej Planowania i Statystyki (obecnie Szkoła Główna Handlowa w Warszawie).
Karierę zawodową rozpoczął w 1985 roku w niemieckim Dresdner Banku, w oddziale w Bielefeld. W latach 1986–1987 pracował w dyrekcji finansowej Universidad EAFIT w Medellín, w Kolumbii. Następnie (1987–1989) pracował jako project manager w Furnel International, gdzie był odpowiedzialny za przejęcia i inwestycje w części meblarsko-drzewnej konglomeratu.
W latach 1990–1991 pracował w Ministerstwie Finansów oraz w Ministerstwie Przekształceń Własnościowych; jako dyrektor departamentu uczestniczył w pierwszych prywatyzacjach i ofertach publicznych przeprowadzonych przez rząd Jana Krzysztofa Bieleckiego. Współpracował wówczas z osobami tworzącymi rynek kapitałowy w Polsce: Lesławem Pagą – pierwszym przewodniczącym Komisji Papierów Wartościowych i Wiesławem Rozłuckim – pierwszym prezesem Giełdy Papierów Wartościowych w Warszawie.
Jako wysłannik Lecha Wałęsy brał udział w zjeździe polityków i intelektualistów związanym z kampanią prezydencką pisarza Mario Vargasa Llosy w Peru.

### Działalność na rynku fuzji i przejęć
Od początku lat 90. XX w. doradza przy największych transakcjach na rynku fuzji i przejęć w Polsce i regionie Europy Środkowo-Wschodniej.
Od 1992 roku związany z Rothschild & Co, gdzie zajmował różne stanowiska w związane z fuzjami i przejęciami w Europie Środkowej i Wschodniej. Od 1999 roku członek zarządu, a od 2007 roku szef biura w Warszawie oraz szef instytucji finansowych na Europę Środkowo-Wschodnią w Rothschild & Co.

### Największe transakcje
Uczestniczył w szeregu znaczących transakcji fuzji i przejęć, w tym m.in.: sprzedaży 30% PZU do Eureko za 850 milionów euro, sprzedaży Polkomtela do Polsatu za 4,5 mld euro, zakupu Quadry przez KGHM za 9,2 mld zł oraz zakupu SABMiller CEE przez Asahi za 7,3 mld euro.
W obszarze instytucji finansowych uczestniczył w takich transakcjach jak m.in.: zakup zorganizowanej części Raiffeisen Bank Polska przez BGŻ BNP Paribas Bank Polska, zakup zorganizowanej części Deutsche Bank Polska przez Santander Bank Polska, sprzedaż zorganizowanej części DnB Nord Bank Polska do Getin Banku; sprzedaż BGŻ do Rabobanku, sprzedaż BGŻ do BNP Paribas; kupno EFL przez Credit Agricole; kupno Lukas Bank przez Credit Agricole; sprzedaż Eurobanku do Societe Generale, sprzedaż Dominet do Fortis Bank, sprzedaż Unicredit Ukraina do Alfa-Bank, sprzedaż Ella Bank Węgry do Axa Bank, sprzedaż Erste Bank Węgry do SP Węgry i EBRD; sprzedaż Parex Bank Ukraina do Intesa.
Jest członkiem Polskiego Instytutu Dyrektorów oraz Polskiej Rady Biznesu.